# Јохан Бес
Јохан Бес (Пешта, 1822 – 1887) био је бечки сликар портретиста и цртач који је од 1846. радио у Србији многобројне портрете познатих личности, углавном као сарадник Анастаса Јовановића. Портретисао је Обреновиће, Карађорђевиће као и породицу Анастаса Јовановића.

## Живот и дело
Студије сликарства завршио је на Академији у Бечу, где је тада такође био и Анастас Јовановић одакле потиче њихово познанство и сарадња. На академији је студирао је од 1839. до 1843.
Године 1845. Анастас је дошао на идеју да изда "Споменике Сербске", којима би од заборава сачувао најзначајније личности и догађаје из српске историје од најстаријих времена. 1850. Анастас је у Бечу имао своју радионицу, и како је све литографије израђивао по својим фотографијама или уљаним сликама других сликара, Јохан Бес је био сарадник који је ишао у Србију да портретише тражене личности.
Јовановићева кћерка Катарина наводи да њен отац није сам радио портрете, већ је за то "имао вештог портретисту Јохана Беза; њега је више пута слао и у Србију кад му беше потребан лик неке личности ван домашаја његовог фотографског објектива."
Од 1846. почиње са радом портрета и копијама слика у Србији.
Године 1861, постаје члан "Wiener Künstlerhaus".

## Изабрани радови
Многи његови радови су изгубљени али су остали сачувани њихови називи:
- два портрета проте Матије Ненадовића из 1846. (први нестао у Првом светском рату, а други заведен као рад непознатог сликара - налази се у Универзитетској библиотеци у Београду)
- Карађорђе (урађен према копији В. М. Боровиковског)
- кнез Милош (према делу аустријског сликара Ајнзела)
- кнегиња Љубица (према слици Павела Ђурковића)
- портрет кнегиње Јулије

Радио је и портрет Анастаса Јовановића 1858. (једини потписан од стране сликара са J. Böss 858) и целе његове породице који су стајали у Анастасовој кући у Косовској 25, а данас се сви налазе у Музеју града Београда):
- портрет мајке Марије Јовановић око 1845-1855. изложен на спрату у конаку кнегиње Љубице у Београду.
- портрет сестре Катарине Хаџи-Поповић, око 1850. Катарина је била удата за касационог судију Великог суда Николу Хаџи-Поповића по коме се крај Београда зове Хаџипоповац
- портрет сина Константина Јовановића као дечака, око 1852-1855

За Анастаса је урадио и велики репрезентативни портрет кнеза Михаила Обреновића (око 1860) који је такође стајао у салону Анастасове куће. Данас је у власништву Музеја града Београда, изложен на спрату у конаку кнегиње Љубице.
Неки његови радови настали су по фотографијама Анастаса Јовановића, као што су:
- Његош (1847. Музеј на Цетињу)
- Његошев брат Перо Томов (1847. Музеј на Цетињу)
- Стеван Книћанин

Остали значајни портрети су:
- кнез Александар Карађорђевић
- кнез Михаило, 1847.
- Николај I Павлович[4]

## Галерија
- Кнез Михаило Обреновић, око 1860.
- Кнез Михаило Обреновић, 1856.
- Петар II Петровић Његош, 1847.
- Перо Томов Петровић-Његош, 1847.
- Александар Карађорђевић (кнез)
- цар Николај I, око 1850.
- "Свирач лауте", 1856.